# كورجون خضاري
كورجون خضاري (الاسم العلمي:Coregonus chadary) (بالإنجليزية: Khadary-whitefish)‏ هو نوع من الأسماك يتبع جنس الكورجون من فصيلة سمك السلمون.